# Загоски (Кировская область)
 Загоски — деревня в Кировской области. Входит в состав муниципального образования «Город Киров»

## География
Расположена на расстоянии примерно 16 км по прямой на запад-северо-запад от железнодорожного вокзала станции Киров.

## История
Известна с 1678 года как починок Родионовской с 1 двором, в 1764 30 жителей, в 1802 (починок Артемья Родионова 2-го селения) 7 дворов. В 1873 году здесь (деревня Родионовская 2-я  или Загоскино, Иродионовский) дворов 8 и жителей 95, в 1905 (деревня Родионовская 2-я  или Загоскины) 24 и 161, в 1926 (Загоскины или Родионовская) 34 и 202, в 1950 43 и 183, в 1989 26 жителей. Административно подчиняется Октябрьскому району города Киров.

## Население
Постоянное население составляло 20 человек (русские 100%) в 2002 году, 34 в 2010.